# سیلک اسپکتر
سیلک اسپکتر (به انگلیسی: Silk Spectre) عنوانی مشترک بین یک شخصیت خیالی مادر و دختر ابرقهرمان در کتاب‌های کامیک آمریکایی منتشر شده توسط دی‌سی کامیکس است. این شخصیت توسط نویسنده آلن مور و طراح دِیو گیبنز خلق شده‌است؛ که برای اولین بار در شمارهٔ ۱ مینی‌سریال واچ‌مِن (سپتامبر ۱۹۸۶) حضور پیدا کرد.
نخستین سیلک اسپکتر، پیشخدمت سابق، با موهای قرمز فرفری و رقاص بورلسک به نام سالی ژوپیتر بود (نام خانوادگی اصلی وی ژوسپزیک بود، که برای مخفی نگاه داشتن نیاکان لهستانی خود آن را تغییر داد). او در سال ۱۹۳۸، و در سن ۱۹ سالگی هویت سیلک اسپکتر را به منظور ارتقای حرفهٔ مدلینگ برای خود برگزید. سالی بعدها دخترش لوری جین ژوسپزیک را وارد تجارت خانوادگی مبارزه با جرم و جنایت نمود. او هرگز علاقه‌ای به ادامه دادن راه مادرش را نداشت، اما به هر حال با خواسته‌های سالی همراه شد. لوری فاقد الهام بخش مستقیم است، اما تا حدودی بر گرفته از شخصیت‌های نایت‌شید، بلک کنیری و فانتوم لیدی می‌باشد.
مالین اکرمان و کارلا گوجینو به ترتیب نقش لوری ژوسپزیک و سالی ژوپیتر را در فیلم نگهبانان (۲۰۰۹) به کارگردانی زک اسنایدر ایفا کرده است.